# حفل توزيع جوائز الغرامي الستين
حفل توزيع جوائز الغرامي الستين (60th Annual Grammy awards) .هو احتفال أقيم في 28 يناير 2018.و تكفلت شبكة سي بي إس الأمريكية بالنقل الحي والمباشر للحفل وذلك من ماديسون سكوير جاردن في نيويورك لأول مرة منذ سنة 2003 ، إذ أنه من المعتاد إقامته في ستيبلز سينتر في لوس أنجلوس.قام بتقديم الحفل جيمس كوردن..
كرم الحفل أفضل منتجي وصانعي الموسيقى إضافة إلي أفضل الفنانين علي مدار السنة أي من الفترة الممتدة بين 1 أكتوبر 2016  إلي غاية 30 سبتمبر 2017 .تم الإعلان عن الترشيحات في 28 نوفمبر 2017..بالنسبة للحفل غير المتلفز أو كما يسمي «بالحفل الأولي» أقيم نهار انطلاق الحفل الرئيسي، تقدم خلاله الجوائز الفرعية للغرامي ذلك أن الأكاديمية الوطنية لتسجيل الفنون والعلوم تكتفي فقط خلال الحفل الرئيسي للغرامي بتقديم 13 جائزة اعتبارا لكثرة الجوائز المقدمة في مختلف المجالات الموسيقية والتي يتجاوز عددها 78 جائزة.
أعلن عن إقامة الحفل في تاريخ يناير 2018 رغم أنه من المعتاد إقامته في شهر فبراير من كل عام وذلك تجنبا لمزاحمة الألعاب الأولمبية الشتوية 2018 في كوريا الجنوبية للحفل كما حصل سنة 2010 و2014.

## أداء
- لايدي غاغا
- بينك
- شيلديش غامبينو
- دي جي خالد، ريانا برايسون تيلير [5]
- لويس فونسي دادي يانكي – «ديسباسيتو»
- لوجك، أليسيا كارا خاليد
- لينيا بيغ تاون
- برونو مارس_كاردي بي  فيناس
- إس زي أيه
- كشا
- كيندريك لامار
- يو تو
- إلتون جون ومايلي سايرس
- سام سميث
- إيريك شورش ومارين موريس والإخوة أوزبورن تخليدا لضحايا حادثة إطلاق نار لاس فيغاس ستريب 2017.

## تقديم الجوائز
- جون لجند وتوني بينيت – قدما جائزة جائزة غرامي لأفضل أداء راب/مغني
- كيلي كلاركسون ونيك جوناس – قدما جائزة غرامي لأفضل فنان جديد
- جيم غافيجان – introduced Little Big Town
- جون باتيست، غاري كلارك جونيور، و Joe Saylor – قدموا جائزة غرامي لأفضل أداء بوب منفرد
- ساره سلفرمان وفيكتور كروز – introduced لويس فونسي، دادي يانكي وزليخة ريفيرا
- ديف شبيل – قدم جائزة غرامي لأفضل ألبوم راب
- كيتي هولمز – introduced برونو مارس وكاردي بي
- تريفور نواه – قدم Best Comedy Album [الإنجليزية]
- دوني والبيرغ وهيلي ستاينفيلد – قدما جائزة غرامي لأفضل ألبوم كانتري
- جانيل موناي – introduced كشا، كاميلا كابيلو، سيندي لوبر، جوليا مايكلز، أندرا داي وبيبي ريكسا
- كاميلا كابيلو – introduced يو تو
- ستينغ (مغني) – قدم جائزة غرامي لأغنية العام
- آنا كيندريك – introduced إلتون جون ومايلي سايرس
- شيمار مور وEve – introduced SZA
- أليشيا كيز – قدم جائزة غرامي لتسجيل العام
- يو تو – قدم جائزة غرامي لألبوم السنة[6]

## الفائزون والترشيحات
أعلن عن ترشيحات لنيل جوائز الغرامي في 28 نوفمبر 2017 وحدد فيه الأسماء المرشحة لنيل الجوائز العامة وفرعية.
- تسجيل العام

**24k ماجيك (بالإنجليزية: 24K Magic)‏_ برونو مارس
- - «ريدبون» (بالإنجليزية: Redbone)‏_شيلديش بامبينو
  - "ديسباسيتو _لويس فونسي ودادي يانكي بالاشتراك مع جاستين بيبر
  - ذا ستوري أوف أو-جي_ جاي زي
  - هامبول _كيندريك لامار
- ألبوم العام

**24K ماجيك (بالإنجليزية: 24K Magic)‏_ برونو مارس
- - (بالإنجليزية: !awaken,a love)‏_ شيلديش بامبينو
  - 4:44_ جاي زي
  - دامت (بالإنجليزية: Damn)‏_ كيندريك لامار
  - ميلودراما (بالإنجليزية: Melodrama)‏_ لورد
- أغنية العام

**(بالإنجليزية: that's What i like)‏
- - ديسباسيتو
  - 4:44
  - (بالإنجليزية: issues)‏
  - 1-800-273-8255
- أفضل فنان جديد

**أليسيا كارا
- - خاليد
  - ليل أوزي فيرت
  - جوليا مايكلز
  - إس زي أيه

### البوب
- أفضل أداء بوب منفرد

**(بالإنجليزية: Shape of you)‏_ إد شيران
- - (بالإنجليزية: Love so soft)‏_ كيلي كلاركسون
  - (بالإنجليزية: praying)‏_ كشا
  - (بالإنجليزية: Million reasons)‏_ لايدي غاغا
  - (بالإنجليزية: What about us)‏_ بينك
- أفضل أداء بوب ثنائي/مجموعة

**(بالإنجليزية: Fill it still)‏ _برتغال.ذا مان
- - (بالإنجليزية: Something just like this)‏_ ذا شينسموكرز وكولدبلاي
  - ديسباسيتو_ لويس فونسي ودادي يانكي بالاشتراك مع جاستين بيبر
  - (بالإنجليزية: Thunder)‏_ إيماجين دراغونس
  - (بالإنجليزية: Stay)‏_ زيدو أليسيا كارا
- أفضل ألبوم صوتي تقليدي

**(بالإنجليزية: Tonny Bennett Celebrates 90)‏_ دي بينيتيز
- - (بالإنجليزية: nobady But ne)‏_ مايكل بوبلي
  - (بالإنجليزية: Triplicate)‏_ بوب دايان
  - (بالإنجليزية: in full Swing)‏_ سبق ماك فيرلان
  - (بالإنجليزية: Windekand)‏_ سارة ماكلاشلن
  - (بالإنجليزية: Tonny Bennett Celebrates 90)‏_ دي بينيتيز
- أفضل ألبوم بوب صوتي

**(بالإنجليزية: ÷)‏_ إد شيران
- - (بالإنجليزية: Evolve)‏_ إيماجين دراغونز
  - (بالإنجليزية: Kaliedscope Ep)‏_ كولدبلاي
  - (بالإنجليزية: Lost for Life)‏_ دانا ديل ري
  - (بالإنجليزية: Rainbow)‏_ لايدي غاغا

### موسيقى الرقص الإلكترونية
- - أفضل تسجيل رقص

**(بالإنجليزية: Tonite)‏_ إلي سي دي ساوندسيستم
- (بالإنجليزية: Bambroa Goyo Ganda)‏_ بونوبو بالاشتراك مع إينوف غناوا
- (بالإنجليزية: Cola)‏_ كاميلفات & إيلدربروك
- (بالإنجليزية: Andromeda)‏_ غوريلا بالاشتراك مع درام
- (بالإنجليزية: Line of sight)‏_ أوديزا بالاشتراك مع واين ومانسيونير
  - أفضل ألبوم رقص/إلكتروني

**(بالإنجليزية: D-3 Catalogue)‏_ كرافتويرك
- (بالإنجليزية: Migration)‏_ بونبو
- (بالإنجليزية: Mira Masa)‏_ مورا ماسا
- (بالإنجليزية: A moment apart)‏_ أوديسا
- (بالإنجليزية: What Now)‏_ سيلفان إيسو

### موسيقى العزف المعاصرة
- - أفضل ألبوم عزف معاصر

**(بالإنجليزية: prototype)‏_ , جيف لاربير فيوجين
- (بالإنجليزية: What if)‏_ فرقة جيري دوغلاس
- (بالإنجليزية: Spirit)‏_ اليكس هان
- (بالإنجليزية: Mount Royal)‏_ جوليان ليدج وكريس إلدريدج
- (بالإنجليزية: Bad Homber)‏_ لويس سانشيز

### روك
- - أفضل أداء روك

**(بالإنجليزية: You wanted darker)‏_ ليونارد كوهن
- (بالإنجليزية: The prmise)‏_ كريس كورنيل
- (بالإنجليزية: Run)‏_ فو فايتر
- (بالإنجليزية: No Good)‏_ كاليو
- (بالإنجليزية: Go to ware)‏_ ناثينغ مور
  - أفضل أداء ميتال

**(بالإنجليزية: Sultan's Curse)‏_ ماستودون
- (بالإنجليزية: Invisible enemy)‏_ أغوست بورن ريد
- (بالإنجليزية: Foreve)‏_ كود أورانج
- (بالإنجليزية: Black Hoodie)‏_ بادي كونت
- (بالإنجليزية: Clokworks)‏_ ميشوغاه
  - أفضل أغنية روك

**(بالإنجليزية: Run)‏
- (بالإنجليزية: Atlas,rise)‏
- (بالإنجليزية: Go ti war)‏
- (بالإنجليزية: The stage)‏
- (بالإنجليزية: Blood in the Cut)‏
  - أفضل ألبوم روك

**(بالإنجليزية: A deeper understanding)‏_ ذا زور أون دروغس
- (بالإنجليزية: Emperor of sand)‏_ ماستودن
- (بالإنجليزية: Hardwired...to a self dustrect)‏_ ميتاليكا
- (بالإنجليزية: The story we tell our selfs)‏_ ناصيف مور
- (بالإنجليزية: Vilians)‏_ كوينز أوف ذا ستون أيج

### الموسيقى البديلة
- - أفضل ألبوم موسيقى بديلة

**(بالإنجليزية: Sleep Well Beast)‏_ ذا نايشين
- (بالإنجليزية: Evrything Now)‏_ أكرايد فاير
- (بالإنجليزية: Humanz)‏_ غوريلاز
- (بالإنجليزية: Americain Dream)‏_ إل سي دي ساوندسيستم
- (بالإنجليزية: Pure comedy)‏_ فاير جون ميستي

### R&B
- - أفضل أداء R&B

**(بالإنجليزية: That's What i like)‏_ برونو مارس
- (بالإنجليزية: Get you)‏_ دانييل سيزار بالاشتراك مع كالي أوشيز
- (بالإنجليزية: Distraction)‏_ كهلاني
- (بالإنجليزية: High)‏_ ليديسي
- (بالإنجليزية: The weekend)‏_ إس زي أيه
  - أفضل أداء R&B تقليدي

**(بالإنجليزية: Redbone)‏_ شيلديش بامبينو
- (بالإنجليزية: Laugh in move on)‏_ ذا بايلور بروجيكت
- (بالإنجليزية: What I'm feeling)‏_ أنتوني هاملتون بالاشتراك مع هاميتونيس
- (بالإنجليزية: All the way)‏_ ليديسي
- (بالإنجليزية: Still)‏_ مالي ميوزيك
  - أفضل أغنية R&B

**"That's what i like'"
- "first began"
- "Locatin"
- "Redbone"
- "Supermodel"
  - أفضل ألبوم حضري معاصر

**(بالإنجليزية: Starboy)‏_ ذا ويكند
- (بالإنجليزية: Free 6lack)‏_ 6lack
- (بالإنجليزية: !Awaken, my love)‏_ شيلديش بامبينو
- (بالإنجليزية: Americain Teen)‏_ خاليد
- (بالإنجليزية: Ctrl)‏_ إس زي أيه
  - أفضل ألبوم R&B

**(بالإنجليزية: 24K Magic)‏_ برونو مارس
- (بالإنجليزية: Freudian)‏_ دانييل سيزار
- (بالإنجليزية: Let love rule)‏_ ليديسي
- (بالإنجليزية: Gambu)‏_ لي مورتون
- (بالإنجليزية: Feel the real)‏_ ميوزيك سولشيد

### راب
- - أفضل أداء راب

**(بالإنجليزية: Humble)‏_ كيندريك لامار
- (بالإنجليزية: Bounce Back)‏_ بيغ شون
- (بالإنجليزية: Bodack Yellow)‏_ كاردي بي
- 4:44_ جاي زي
- (بالإنجليزية: Bad and boujee)‏_ ميغوس بالاشتراك مع ليل أوزي فيرت
  - أفضل أداء راب/مغني

**(بالإنجليزية: Loyalty)‏_ كيندريك لامار بالاشتراك مع ريانا
- (بالإنجليزية: Prblms)‏ _ل 6lack
- (بالإنجليزية: Crew)‏_ غولدليك بالاشتراك مع برينت فياز وشي غليسي
- (بالإنجليزية: Family feud)‏_ جاي زي بالاشتراك مع بيونسيه
- (بالإنجليزية: Love Galore)‏_ إس زي أيه بالاشتراك مع ترافيس سكوت
  - أفضل أغنية راب

**Humble
- Bodack yellow
- Chase me
- Sassy
- The story of O.J
  - أفضل ألبوم راب

**Damn_ كيندريك لامار
- 4:44_ جاي زي
- Damn_ كيندريك لامار
- Culture_ ميغوس
- Laila's Wisdom_ رابسودي
- Flower boy_ تايلور، ذا كريياتور

### موسيقى الريف
- - أفضل أداء كونتري منفرد

**Either Way_ كريس ستابلتون
- Bady like Bab read_ سام هانت
- Losing you_ أليسون كروز
- Tin man_ ميراندا لامبارت
- I could use a love song_ مارين موريس
  - أفضل أداء ثنائي/مجموعة كانتري

**Better man_ ليتل بيغ تاون
- It ain't my fault_ براذير أوسبورن
- My old man_ زاك براون باند
- You look good_ لايدي أنتبلوم
- Drinkin problem_ ميدلاند
  - أفضل أغنية كانتري

**Broken Halos
- Better man
- Bady like Bad read
- Drinkin problem
- Tin Man
  - أفضل ألبوم كانتري

**From a room: Volume 1_ كريس سبابلتون
- Cosmic Hallelujah_كيني شيسني
- Heart break_ لايدي أنتبلوم
- The Breaker_ ليتل بيغ تاون
- Life change_ توماس ريت

### موسيقى العصر الجديد
- - أفضل ألبوم العصر الجديد

**Dancing on water_ بيتر كاتر
- Reflection_ بريان إينو
- SongVerasation: Medicine_ إنديا أري
- Sacred Journey of Ku-kia,Volume 5_ كيتارو
- Spiral Revelation_ ستيف روش

### جاز
- - أفضل مقطوعة جاز منفردة

** "Miles Beyond" – جون ماكاوغين
- "Can't Remember Why" –سارة كاسويل
- "Dance of Shiva" – بيلي شايلس
- "Whisper Not" – فريد هرسش
- "Ilimba" – كريس بوتر
  - أفضل ألبوم جاز صوتي

** 'Dreams and Daggers' – سيسيليا ماكلورين سالفانت
- The Journey – ذا بايلور بروجيكت
- A Social Call _ جازميا هورن
- Bad Ass and Blind – راؤول ميدن
- Porter Plays Porter – ثلاثي راندي بوتر ونانسي كينغ
  - أفضل ألبوم عزف جاز

**Rebirth – بيلي شايلدس
- Uptown, Downtown – ثلاثي بيل شارليب
- Project Freedom – جوي ديفرانسيسكو & ذا بيبول
- Open Book – فريد هرسش
- The Dreamer Is the Dream – كريس بوتر
  - أفضل ألبوم مجموعة جاز واسعة

**Bringin' It – كريستيين ماكبريد بيغ باند
- MONK'estra Vol. 2 – جون بيسلي
- Jigsaw – ألان فربر بيغ باند
- Bringin' It – كريستيين ماكبريد بيغ باند
- Homecoming – فينبس ميندوزا
- Whispers on the Wind – شوك أون وذا جاز سورج
  - أفضل ألبوم جاز لاتيني

**Jazz Tango – ثلاثي بابلو زغلير
- Hybrido - أنتوني أفونسو
- Oddara – جون لونين & ماكيك
- Outra Coisa – The Music of Moacir Santos – أمين كوهن ومارسيلو غونسالفيس
- Típico – ميغابايت زينون

### غوسبل/الموسيقى المسيحية المعاصرة
- - أفضل أغنية/أداء غوسبل

**Never Have to Be Alone" – سيسي ويناس
- Too Hard Not To" – تينا كامبيل
- You Deserve It" – JJ Hairston & Youthful Praise featuring Bishop Cortez Vaughn
- Better Days" – لو أندريا
- My Life" – مجموعة ذا والس
- Never Have to Be Alone" – سيسي ويناس
  - أفضل أداء/أغنية موسيقى مسيحية معاصرة

**"What a Beautiful Name" – هيلسونغ وورشيب
- "Oh My Soul" – كاستينغ كرتوني
- Clean" – نتالي غرانت
- Even If" – مورسيمي
- Hills and Valleys" – توران ويلي
  - أفضل ألبوم غوسبل

**Let Them Fall in Love – CeCe Winans
- Crossover: Live From Music City – Travis Greene
- Bigger Than Me – Le'Andria Johnson
- Close – Marvin Sapp
- Sunday Song – Anita Wilson
  - أفضل ألبوم موسيقى مسيحية معاصرة

**Chain Breaker – Zach Williams
- Rise – Danny Gokey
- Echoes (deluxe edition) – Matt Maher
- Lifer – MercyMe
- Hills And Valleys – Tauren Wells

- - أفضل ألبوم موسيقى تقليدية غوسبل

**Sing It Now: Songs of Faith & Hope – Reba McEntire
- The Best of The Collingsworth Family
- Give Me Jesus – Larry Cordle
- Resurrection – Joseph Habedank
- Hope for All Nations – Karen Peck & New River

### موسيقى لاتينية
- - أفضل ألبوم بوب لاتيني

**El Dorado – شاكيرا
- Lo Único Constante – أليس كوبا
- Mis Planes Son Amarte – خوانيس
- Amar y Vivir (En Vivo Desde La Ciudad de México, 2017) – لا سنتا سيسيليا
- Musas (Un Homenaje al Folclore Latinoamericano en Manos de Los Macorinos) – نتاليا لافورساد
  - جائزة أفضل ألبوم روك, موسيقى بديلة

**Residente – Residente
- Ayo –Bomba Estéreo
- Pa' Fuera – C4 Trío & Desorden Público

Salvavidas de Hielo_Jorge Drexler
- El Paradise – Los Amigos Invisibles
  - أفضل موسيقى مكسيكية محلية

**Arrieros Somos – Sesiones Acústicas – Aida Cuevas
- Ni Diablo, Ni Santo – Julión Álvarez y Su Norteño Banda
- Ayer y Hoy – Banda el Recodo de Cruz Lizárraga
- Momentos – Alex Campos
- Zapateando en el Norte – (various artists)
  - جائزة غرامي لأفضل ألبوم تروبيكال لاتيني

**Salsa Big Band – Rubén Blades con Roberto Delgado & Orquesta
- Albita – Albita
- Gente Valiente – Silvestre Dangond
- Indestructible – Diego el Cigala
- Art of the Arrangement – Doug Beavers

### الموسيقى التقليدية الأمريكية
- - أفضل أداء موسيقى روتس

**Killer Diller Blues" – Alabama Shakes
- "Let My Mother Live" – Blind Boys of Alabama
- "Arkansas Farmboy" – Glen Campbell
- "Steer Your Way" – Leonard Cohen
- "I Never Cared for You" – Alison Krauss
  - أفضل أغنية روتس أمريكية

**If We Were Vampires"
- Cumberland Gap"
- "I Wish You Well"
- It Ain't Over Yet"
- My Only True Friend"
  - أفضل ألبوم أمريكانا

**The Nashville Sound – Jason Isbell and the 400 Unit
- Southern Blood – Gregg Allman
- Shine on Rainy Day – Brent Cobb
- Beast Epic – Iron & Wine
- Brand New Day – The Mavericks
  - أفضل بلوغراس ألبوم

**All the Rage: In Concert Volume One [Live] – Rhonda Vincent and the Rage
**Laws of Gravity – Infamous Stringdusters
- Original – Bobby Osborne
- Fiddler's Dream – Michael Cleveland
- All the Rage: In Concert Volume One [Live] – Rhonda Vincent and the Rage
  - Universal Favorite – Noam Pikelny
  - جائزة غرامي لأفضل ألبوم بلوز تقليدي

**Blue & Lonesome – The Rolling Stones
- Migration Blues – Eric Bibb
- Elvin Bishop's Big Fun Trio – Elvin Bishop's Big Fun Trio
- Roll and Tumble – R.L. Boyce
- Sonny & Brownie's Last Train – Guy Davis & Fabrizio Poggi
  - أفضل ألبوم بلوز معاصر

**TajMo – Taj Mahal & Keb' Mo
- Robert Cray & Hi Rhythm – Robert Cray & Hi Rhythm
- Recorded Live In Lafayette – Sonny Landreth
- Got Soul – Robert Randolph and the Family Band
- Live from the Fox Oakland – Tedeschi Trucks Band
  - أفضل ألبوم فولك

**Mental Illness – Aimee Mann
- Semper Femina – Laura Marling
- The Queen of Hearts – Offa Rex
- You Don't Own Me Anymore – The Secret Sisters
- The Laughing Apple – Yusaf / Cat Stevens
  - أفضل ألبوم موسيقى محلية

**Kalenda – The Lost Bayou Ramblers
- Top of the Mountain – Dwayne Dopsie and the Zydeco Hellraisers
- Ho'okena 3.0 – Ho'okena
- Miyo Kekisepa, Make a Stand [Live] – Northern Cree
- Pua Kiele – Josh Tatofi

### ريغي
- - أفضل ألبوم ريغي

**(بالإنجليزية: Stony Hill)‏™– داميين جونيور مارلي
- (بالإنجليزية: Chronology)‏ – كرونيكس
- (بالإنجليزية: Lost in Paradise)‏ – كونه كينغس
- (بالإنجليزية: Wash House Ting)‏ – جي بوغ
- (بالإنجليزية: Avrakedabra)‏ – مورغان هريتاج

### موسيقى العالمية
- - أفضل ألبوم موسيقى عالمية

**(بالإنجليزية: Shaka Zulu Revisited: 30th Anniversary Celebration)‏–لايدي سميث بلاك
- (بالإنجليزية: Memoria De Los Sentidos)‏ – فيسينت أميغوس
- (بالإنجليزية: Para Mí)‏ – كونشا بويكا
- (بالإنجليزية: Rosa Dos Ventos)‏ – أمين كوهين & ثلاثي برازليينو
- (بالإنجليزية: Elwan)‏ – تيناروين

### الأطفال
- - أفضل ألبوم أطفال

**(بالإنجليزية: Feel What U Feel)‏ – ليسا لوب
- (بالإنجليزية: Brighter Side)‏ _ غوستافر يلوغولد
- (بالإنجليزية: Lemonade)‏ – جاستين روبرتس
- (بالإنجليزية: Rise Shine #Woke)‏ – ألفابيت راكرس
- (بالإنجليزية: Songs Of Peace & Love For Kids & Parents Around The word)‏ _ لايدي سميث بلاك مامبازو

## في الذاكرة
- توم بيتي
- والتر بيكر
- جي جيلس
- إيدي كلارك
- بات دنيزيو
- غورد دوني
- راي توناس
- جوني هوليداي
- سور.كوبا غودينغ
- شارليس برادلي
- دينيس لاسال
- دولوريس أوريوردان
- تشاك بيري
- ديفيد كاسيدي
- غلين كامبل
- تروي جنتري
- جو وولكر-ميدور
- بيل هارن
- فاتس دومينو
- كيلي سميث
- سيلفيا موي
- باني سيغلير
- واين كوشران
- ليون وار
- غريغ ألمان
- لوني بروكس
- جيمس كوتون
- كلايد ستابلفيلد
- ريك هول
- جيمي بومنت
- غراي أرنولد
- جاي لوي
- بول باكماستر
- جوني سليدج
- دون ويليامز
- ميل تيليس
- جون هيندريكس
- هيو ماسكيلا
- لاري كورييل
- جون أبركرومبي
- غرادي تايت
- ألان هولدسوورث
- رالف كورني
- جورج أفاكين
- تومي ليبوما
- روبرتا بيترس
- روبرت مان
- جيري لويس
- جيم نابورس
- شيلي برمان
- بروديجي
- ليل بيب
- ريجي أوس
- كريس كورنيل
- مالكولم يانغ
- برةس هامبتون
- بروس لانغورن
- إد غرين
- جوردن فيلدستين
- ساندي غالين
- كارول بيترس
- جوزيف راسكوف
- هاري ساندلر
- إدوين هاوكنز
- ديلا ريس
- توماس ميهان
- دايف فلانتين
- جيري بره
- جيري روس
- توم كوين
- نايجل غرينغ
- تشستر بنينغتون

## الأكثر ترشحا وفوزا

### الترشيحات
هذه قائمة بالفنانين الذين تلقوا أكثر من ترشيحين لنيل جوائز الغرامي لسنة 2018 حسب ترتيب تنازلي، الأكثر ترشحا هو مغني الراب الأمريكي جاي زي بثمانية ترشيحات.
| ثمانية: - جي-زي سبعة: - كيندريك لامار ستة: - برونو مارس | خمسة: - دونالد غلوفر - خاليد - نو.أي.دي - إس زي أيه أربعة: - كريستوفر برادي براون - أليسيا كارا - سيرين غينيا - جون هانيس - جاستين هارويتز - فيليب لورنس - مرتن لندبورغ | ثلاثة: - جاستن بيبر - توم كوين - دادي يانكي - جيمس فونليروي - لويس فونسي - لودويج غورانسون - داف كاتش - ليديسي - شارليس مونيز - ناثينغ مور - شاك دوين - كريس ستابليتون - ذا ستيريوتايبس - فاريل ويليامز |

اثنان:
- ديريك «ميكسيدباي علي»
- غريغ ألمان
- بلانتون ألسبوف
- جاك أنتونوف
- ذا بايلور بروجيكت
- جون بيسلي
- 6lack
- بونوبو
- مايك بوزي
- جيس برايمن
- تيم برين
- دانييل سيزار
- وارين كامبل
- كاردي بي
- بيلي شايلدس
- أمين كوهن
- ليونارد كوهين
- كولدبلاي
- مايكل كوركوران
- جي تي دالي
- جيمي دوغلاس
- فو فايترز
- غوريلاز
- مايكل غرافيس
- برنس غراندمان
- فريد هرش
- جيمس هيتفيلد
- فراس هيلبرت
- أشيتون هوغان
- جيمس هانت
- سام هانت
- إماجن دراجونس
- جايسون إيزابيل و the 400 unit
- يانغ غورو
- كشا
- كي.فلاي
- مارتن كريستنر
- أليسون كروس
- غريغ كورستين
- لايدي أنتبلوم
- ليدي غاغا
- لايدي سميث بلاك مامبازو
- ميراندا لامبيرت
- LCD ساوندسيستم
- لي'أندرييا
- ليل أوزي فيرت
- لتيل بيغ تاون
- لوجك
- رلي ماكين
- راؤول مالو
- مورا ماسا
- ماستودون
- شان ماكانالي
- فينس ميندوزا
- مورسيمي
- أندريا كي. ماير
- جوليا مايكلز
- ميدلاند
- ميغوس
- مايك ويل مايد إيت
- لين مانويل ميراندا
- جوش تلمن
- أوديسزا
- حوش أوزبورن
- لاسيما وبول
- سام بولارد
- كريس بوتر
- رابسودي
- روبن ريفيرا
- روبرت راس
- جاي ديفيد ساكس
- مات شايفر
- إد شيران
- كين شبلاي
- نات سميث
- تايلور سويفت
- أندرو تاغارت
- أنتوني تيفيث
- لارس ألريك
- تورين ويلس
- سيسي ويناس
- هانز زيمر

### الفائزين
القائمة التالية تعدد الفنانين الحاصلين علي جائزتين من الغرامي أو أكثر لسنة 2018 ، يعتبر برونو مارس الأكثر فوزا بالغرامي بحصيلة 6 جوائز.
| ستة: - برونو مارس خمسة: - كيندريك لامار | ثلاثة: - كريستوفر برادي براون - توم كوين - جيمس فونليروي - سربين غينيا - جون هانيس - فيليب لورنس - شارليس مونيز - كريس ستابليتون | اثنان: - جاستين هارويتز - جايسون إيزابيل - راي شارليس ماكولو II - جيريمي ريفيز - راي رامالوس - شامبو بريس & كورل - إد شيران - سيسي ويناس - جوناثان ييب |

## التغييرات
في يونيو 2017 أعلنت الأكاديمية الوطنية للفنون والعلوم قيامها ببعض التغييرات التي تهم طريقة التصويت وإجراءات نيل الجائزة.
- في نسخة 2018 سيصبح التصويت مخولا فقط عبر الطريقة الإلكترونية عوضا عن التصويت عن طريق الأوراق، هذه الطريقة ستخفف نوعا ما من التحيل والخداع في التصويت كما ستخلق مرونة وسرعة في التصويت.